# Арсук
Арсук (дат. и гренл. Arsuk) — деревня в муниципалитете Сермерсоок в юго-западной Гренландии. Расположена в устье фьорда Арсук, в котором течёт ледник. Население 73 человека (на 2020 год). Основана в 1805 году. Является «любимым местом» гренландцев.

## Транспорт
Арсук является портом арктической прибрежной линии Umiaq.